# Edge of Days
「Edge of Days」（エッジ オブ デイズ）は、Kis-My-Ft2の25作目のシングル。2019年11月13日にavex traxから発売された。

## 概要
- 前作「HANDS UP」から約4ヶ月ぶりのシングルとなる。

- 初回盤A・B、通常盤の3種類での発売となり、それぞれ収録曲・ジャケット写真ともに異なる。

- 表題曲は、メンバーの北山宏光主演 テレビ東京系ドラマパラビ『ミリオンジョー』の主題歌である。

- 全形態に収録されているカップリング曲「Mr.FRESH」は、同じくメンバーの玉森裕太出演 ユニ・チャーム『ウェーブ フロアワイパー』のCMソングである。

- 通常盤に収録されているカップリング曲「小悪魔Lip」は、メンバー出演 dTV『キスマイどきどきーん』のテーマソングである。

- 初回盤Aには、表題曲のMUSIC VIDEO & メイキングドキュメントを収録。

- 初回盤Bには、「Mr.FRESH」のMUSIC VIDEOと『KIS-MY-TV ～騙しているのは誰?禁断のプライベート公開～』『KIS-MY-TV ～ゆるスポーツ～』の映像を収録したDVDを付属。

- 通常盤には、カップリング曲「Innocent」を収録。

## 予約特典

### 初回盤A・B、通常盤
1. dTV「キスマイどきどきーん!」特別企画＜キスどきマッチング 限定版＞視聴シリアルカード

## チャート成績
2019年11月25日付オリコン週間シングルランキングで初登場1位を獲得した。初登場1位の獲得は、デビューシングル『Everybody Go』から25作連続25作目。
初週売上枚数：167,051枚（オリコン集計）
2019年12月8日までに、累計17万8122枚を売り上げ、2019年の年間オリコンアルバムランキングで39位を獲得した。

## 収録曲

### CD
※「小悪魔Lip」以降、通常盤のみ収録。
1. Edge of Days [3:58]
作詞・作曲・編曲：HIKARI
  - 北山宏光主演 テレビ東京系ドラマ『ミリオンジョー』主題歌

リズミカルなロックテイストの楽曲。歌詞のテーマは「希望」「光」「影」[3]。
MVではメンバーそれぞれがスパイに扮し、切り札の"Joker"のカードを見つけ出し希望の光を照らしだすというストーリーが描かれる[4]。またサビではカードを持ちながらムービングライトと連動したダンスが披露される[4]。
2. Mr.FRESH [4:04]
作詞・作曲：Kanata Okajima・pw.a、編曲：pw.a
  - 玉森裕太出演 ユニ・チャーム「ウェーブ フロアワイパー」CMソング

軽快なディスコチューン[5]。MVのテーマは「"日常"と"非日常"」で、ニューヨークの地下鉄をイメージした電車のセット内でメンバーがつり革やポールを用いたパフォーマンスを披露している[5]。
3. 小悪魔Lip [4:06]
作詞・作曲：竹内雄彦、編曲：竹内雄彦・千葉純治
  - dTV「キスマイどきどきーん!」テーマソング
4. Innocent [5:08]
作詞・作曲：Chime、編曲：石塚知生

### DVD

#### 初回盤A
1. 「Edge of Days」MUSIC VIDEO
2. 「Edge of Days」&「Mr.FRESH」MUSIC VIDEOメイキングドキュメント

#### 初回盤B
1. 「Mr.FRESH」MUSIC VIDEO
2. KIS-MY-TV ～騙しているのは誰?禁断のプライベート公開～
3. KIS-MY-TV ～ゆるスポーツ～

## 収録作品
| 楽曲タイトル | 収録                        | 収録                                  |
| ------------ | --------------------------- | ------------------------------------- |
| Edge of Days | CDシングル                  | 『Edge of Days』                      |
| Edge of Days | ミュージック・ビデオ        | 『Edge of Days』〈初回盤A〉           |
| Edge of Days | CDアルバム                  | 『To-y2』                             |
| Edge of Days | ライブ映像                  | 『LIVE TOUR 2020 To-y2』              |
| Edge of Days | CD （スペシャルエディット） | 『LIVE TOUR 2020 To-y2』〈通常盤DVD〉 |
| Edge of Days | CDアルバム                  | 『BEST of Kis-My-Ft2』                |
| Edge of Days | ミュージック・ビデオ        | 『BEST of Kis-My-Ft2』〈初回盤A〉     |
| Edge of Days | ライブ映像                  | 『For dear life』                     |
| Mr.FRESH     | CDシングル                  | 『Edge of Days』                      |
| Mr.FRESH     | ミュージック・ビデオ        | 『Edge of Days』〈初回盤B〉           |
| Mr.FRESH     | ライブ映像                  | 『LIVE TOUR 2020 To-y2』              |
| Mr.FRESH     | CD （スペシャルエディット） | 『LIVE TOUR 2020 To-y2』〈通常盤DVD〉 |
| Mr.FRESH     | ミュージック・ビデオ        | 『BEST of Kis-My-Ft2』〈初回盤A〉     |
| Mr.FRESH     | ライブ映像                  | 『For dear life』                     |
| 小悪魔Lip    | CDシングル                  | 『Edge of Days』〈通常盤〉            |
| 小悪魔Lip    | ライブ映像                  | 『LIVE TOUR 2021 HOME』               |
| Innocent     | CDシングル                  | 『Edge of Days』〈通常盤〉            |